# Castros du Pays basque

La culture celte en Europe

Les castros au Pays basque (Espagne), tout comme beaucoup de castros le long de la côte cantabrique, datent de l'Âge du fer. Ils correspondent à ceux qui existent dans la culture des Castros et indiquent une origine indo-européenne.
Durant les années 1980, on tentait d'expliquer cette influence indo-européenne, par supposition, avec la coexistence de deux populations en Biscaye et au Guipuscoa, une indigène ou primitive, autochtone et une autre allochtone, et ayant évolué, à la suite des envahissements ou de colonisateurs indo-européens (celtes). Toutefois, on considérait que l'Alava avait souffert des mêmes vicissitudes que le reste du nord de la péninsule. Les recherches récentes ont démontré que, sous l'aspect culturel et architectural, la situation au Pays basque était parallèle à celle de chacune des régions voisines.

## Castros en Alava
| Castro                             | Situation                      | Taille    | Altitude | Attribution culturelle                        | Observations |
| Castro del Castillo de Henayo      | Alegría-Dulantzi               | 20 000 m2 | 664 m.   | Âge du fer                                    | Connu depuis les débuts du XIXe siècle. |
| Castro de Kutzemendi ou de Olarizu | Près de Vitoria-Gasteiz        | 709 m     |          | Âge du bronze et âge du fer                   | Découvert par Don José Miguel de Barandiarán en 1926. Céramiques d'origine clairement celtibère.                                                                                           |
| Castro de las Peñas de Oro         | Sur la vallée de Zuia          |           |          | Civilisation des champs d'urnes et âge du fer | Découvert en 1918 por José Miguel de Barandiarán. Excavations entre 1964 y 1967. On a trouvé des céramiques, morceaux d'os, bronze et fer, et une bague d'or. Influences de type celtibère |
| Los Castros de Lastra              | Caranca (Vallée de Valdegovía) |           |          | Âge du bronze et âge du fer                   | Il est possible que ce fut la cité autrigone d'Uxama Barca,. |

## Castros au Guipuscoa
| Castro             | Situation                                     | Taille             | Altitude | Attribution culturelle | Observations |
| Intxur             | Entre Albiztur et Tolosa, sur le monte Intxur | grandes dimensions | ??       | âge du fer             | Fouillé initialement par Don José Miguel de Barandiarán qui suppose une origine celte de la construction,.                  |
| Buruntza           | Andoain                                       |                    | 439 m    | âge du fer             | Fouille découverte et dirigée par C. Olaetxea,.                                                                             |
| Basagain           | Villabona                                     |                    | ??       | âge du fer             | , |
| Muñoandi           | Azkoitia-Azpeitia                             |                    | ??       |                        | , |
| Castro de Murugain | Aretxabaleta-Arrasate-Aramaio                 |                    | ??       |                        | Fouille découverte et dirigée en 1987-88 par C. Olaetxea où il trouva des restes de céramiques similaires à ceux de Inchur, |
| Murumendi          | Proximité de Castro de Inchur                 |                    | ??       |                        | [ 8 ] |
| Muru ou Moru       | Elgoibar                                      | 1 Ha.              | 445 m.   |                        | Céramiques similaires à celles de Murugain,                                                                                 |

## Castros en Biscaye
| Castro                       | Situation                                    | Taille                         | Altitude | Attribution culturelle | Observations |
| Castro de Arrola o Marueleza | Entre Nabarniz, Arratzu et Mendata           | 19 ha                          | ??       | Fer II                 | (IIIe a s. I a. C), indices de céramique de typologie celtibère. (Ie d. C) restes romans, . A été pratiquement détruit par les travaux forestiers.                  |
| Castro de Malmasin           | Colina Malmasin en Arrigorriaga              |                                | 361 m    | âge du fer             | On voit clairement deux enceintes, l'extérieur formé par une muraille de matériel indéterminé (pierre et terre?) et l'intérieur composé par une muraille de pierre. |
| Castro de Bolunburu          | Pic du Cerco, sur la Peña de Bolunburu Zalla | 5000 m 2                       |          | âge du fer             | Découvert à la fin des années 70 du XXe siècle,. |
| Castro de Pico Moro          | Galdames                                     |                                |          |                        | Murailles de plus de trois mètres d'épaisseur. Caché par la broussaille,.                                                                                           |
| Castro de Lujar              | Gueñes                                       |                                |          |                        | [ 18 ] |
| Castro de El Peñón           | Muskiz                                       |                                |          |                        | côtier, près de la plage de La Arena |
| Castro de Berreaga           | sur le mont qui sépare Mungia et Zamudio     |                                |          |                        | [ 18 ] |
| Castro de Kosnoaga           | Guernica                                     |                                |          |                        | [ 18 ] |
| Castro de Trebisburu         | Sur le mont Sollube                          |                                |          |                        | Rasé par la machinerie forestière |
| Castro de Delika             | Entre Orduña et Arrastaria                   | Enceinte de grandes dimensions | 525 m    | âge du fer             | [ 1 ] |

### Sources
- (es) Cet article est partiellement ou en totalité issu de l’article de Wikipédia en espagnol intitulé « Castros en el País Vasco » (voir la liste des auteurs).